# Roseland NYC Live
| Оценки критиков               | Оценки критиков |
| Источник                      | Оценка          |
| ----------------------------- | --------------- |
| AllMusic                      | [ 2 ]           |
| Rolling Stone                 | [ 3 ]           |
| The Rolling Stone Album Guide | [ 4 ]           |
| Entertainment Weekly          | A–              |
| PopMatters                    | без оценки      |

Roseland NYC Live — концертный альбом британской группы Portishead, выпущенный в 1998 году на лейбле Go! Beat. Видеокассета в формате PAL вышла в том же году на VHS, DVD-версия вышла четыре года спустя, в 2002 году. 

## Запись
Аббревиатура PNYC обозначает Portishead in New York City, то есть Portishead в Нью-Йорке. Запись сделана во время выступления Portishead с Нью-йоркским филармоническим симфоническим оркестром в концертном зале Roseland Ballroom в Нью-Йорке 24 июля 1997 года. Композиция «Sour Times» записана в Сан-Франциско в зале The Warfield 1 апреля 1998 года. Композиция «Roads» записана на фестивале Quart в Кристиансанне 3 июля 1998 года. Roseland NYC Live — первая доступная запись, на которой запечатлена игра вокалистки Бет Гиббонс на гитаре (в композиции «Elysium»).

## Выпуск
DVD версия содержит раздел бонусов, в который включены видеоклипы «Numb», «Sour Times», «All Mine», «Over» и «Only You», а также короткометражные фильмы «Road Trip», «Wandering Star» и фильм Portishead «To Kill a Dead Man» («Убить мертвеца»). Здесь также есть реклама веб-сайта Portishead, выполненная в виде скрытой ссылки. Длительность видеопрограммы — 93 минуты.

## Список композиций
1. Humming (6:27)
2. Cowboys (5:03)
3. All Mine (4:02)
4. Mysterons (5:41)
5. Only You (5:22)
6. Half Day Closing (4:14)
7. Over (4:13)
8. Glory Box (5:37)
9. Sour Times (5:21)
10. Roads (5:51)
11. Strangers (5:20)

### Оглавление видеокассеты/DVD
1. Humming
2. Cowboys
3. All Mine
4. Half Day Closing
5. Over
6. Only You
7. Seven Months
8. Numb
9. Undenied
10. Mysterons
11. Sour Times
12. Elysium
13. Glory Box
14. Roads
15. Strangers
16. Western Eyes

## Участники записи
- Бет Гиббонс — вокал
- Джефф Барроу - ударные, диджей
- Эдриан Атли — гитара, minimoog, korg-ms20
- Джон Бэггот — клавишные
- Клайв Димер — ударные
- Ник Ингман — дирижёр